# Archosauři
Archosauři (Archosauria) jsou významnou skupinou živočichů náležící do třídy plazů (Reptilia). Ze žijících živočichů sem patří krokodýli (Crocodilia) a ptáci (Aves). Ze známých skupin vyhynulých plazů se mezi archosaury řadí dále skupiny Aetosauria, Phytosauria a Rauisuchia, které spolu s krokodýly tvoří skupinu Crurotarsi (či Pseudosuchia), a dále dinosauři (Dinosauria), kam se řadí i ptáci a kteří spolu s ptakoještěry (Pterosauria) tvoří skupinu Ornithodira.

## Evoluce

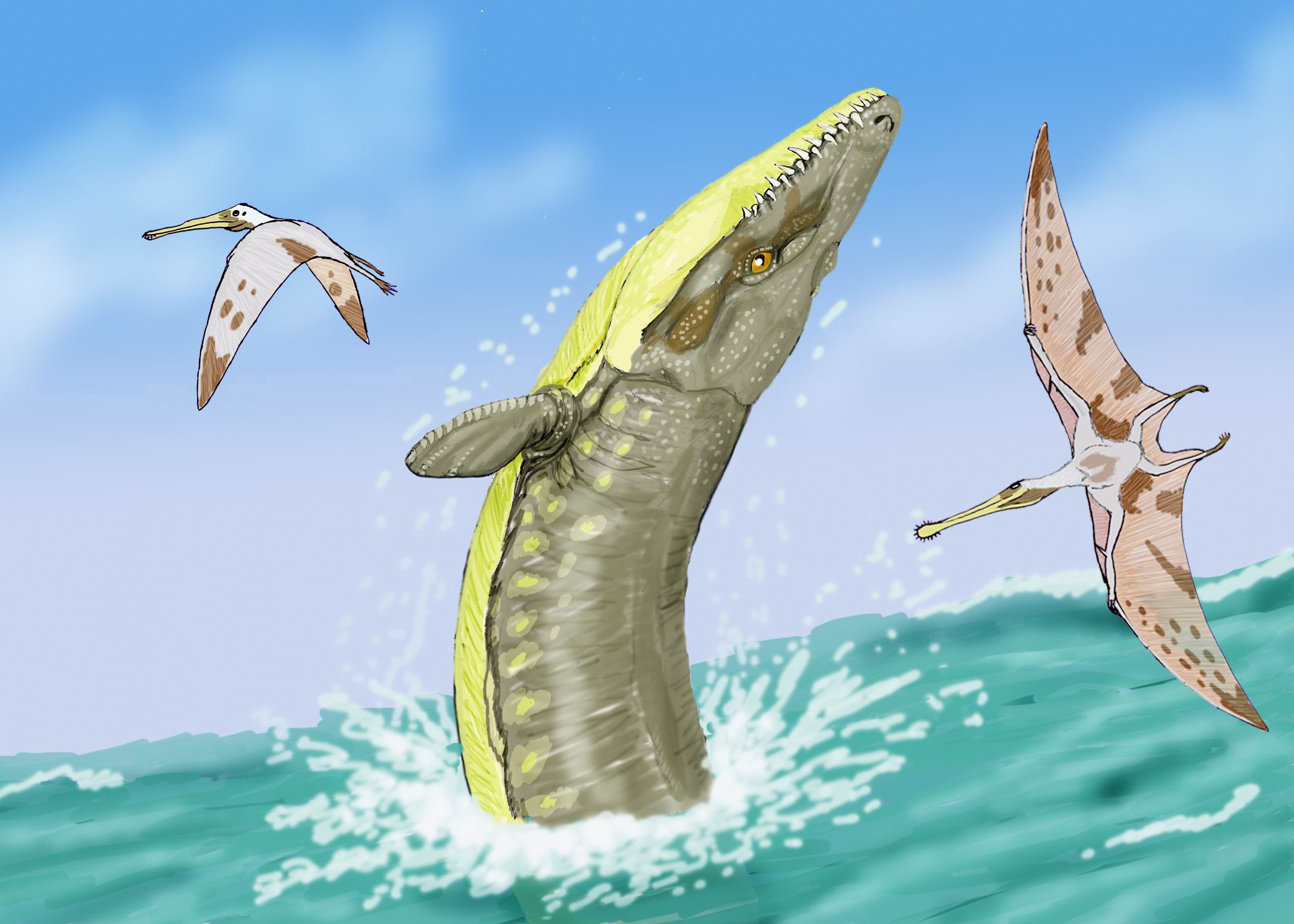
Dakosaurus

Archosauři se pravděpodobně objevili během permu či ve spodním triasu a velký rozkvět zažili především během druhohor, kdy byli dominantními suchozemskými obratlovci. Stejně jako jejich konkurenti synapsidi vyvinuli někteří archosauři schopnost termoregulace a endotermie („teplokrevnosti“). Ptakoještěři se pravděpodobně vyvinuli z příbuzenstva čeledi Lagerpetidae.
Neptačí dinosauři spolu s ptakoještěry zcela vyhynuli na konci křídy před 66 miliony let.
Navzdory rozšířenému názoru nebyli populární dinosauři zástupci skupiny šupinatých, nepatřili tedy mezi ještěry ani jejich blízké příbuzné. Dinosauři byli zástupci kladu Archosauria, nikoliv Lepidosauria.

## Anatomie
Výzkum rozsahu pohybů pánevního svalstva a ligamentů u ornitodirů ukazuje, že v případě ptakoještěrů a dinosaurů (stejně jako dalších archosaurů) byl pohyb podstatně více omezený a rozsah pohybů dolních končetin celkově menší. Vývojově primitivní formy, jako byl triasový archosauriform Scleromochlus taylori, se navíc mohly pohybovat hopsavým způsobem. Scleromochlus také může stát na počátku vývojové linie kladu Pterosauromorpha.
Někteří archosauři mají dokonce schopnost produkovat fotoluminiscenční vnitrodruhovou signalizaci, kterou například samečci vábí partnerky v době páření.
Výzkum z roku 2020 prokázal, že mladí aligátoři mají schopnost kompletní regenerace (dorůstání) části svého ocasu. Jedná se o první případ zaznamenané regenerace v tomto rozsahu u archosaurních plazů.
Dýchací soustava archosaurů (především pak ptáků) je velmi sofistikovaná, dobře adaptovaná a umožňuje dlouhodobý výkon kosterního svalstva. Jeho evoluční historii ale teprve začínáme rozumět. To stejné pak platí o způsobu archosauří lokomoce (pohybu) a mobility kloubů končetin.
Největšími známými zástupci této skupiny jsou druhohorní sauropodní dinosauři, jejichž hmotnost mohla přesáhnout 75 tun a délka se mohla pohybovat až kolem 40 metrů.

## Historické uspořádání
Uspořádání skupiny Archosauria vychází z fylogenetického přístupu k taxonomii, který se liší od tradičního dělení, v němž krokodýli tvořili třídu plazů (Reptilia) spolu s hateriemi, šupinatými a želvami, zatímco pro ptáky byla vyčleněna nezávislá třída. Toto členění je dnes do značné míry překonané, přesto je z historických a praktických důvodů dále široce rozšířeno.

## Fylogeneze
```
     `--
Archosauria
 [skupina Archosauria = Avesuchia]
           |-
Crurotarsi

           |     |-?
Ctenosauriscidae

           |     `--
Crocodylotarsi

           |           |-
Ornithosuchidae

           |           `--+--
Phytosauria

           |              `--
Suchia

           |                    |-
Prestosuchidae

           |                    `--
Rauisuchiformes

           |                          |-
Aetosauria

           |                          `--
Rauisuchia

           |                                |-
Rauisuchidae

           |                                `--+--
Paracrocodylomorpha

           |                                   `--
Crocodylomorpha
 (
krokodýli
 a jejich příbuzní)
           `--
Avemetatarsalia

                 |-?
Scleromochlus

                 `--
Ornithodira
   
                       |-
Pterosauromorpha

                       |       |-?
Scleromochlus

                       |       `--
Pterosauria
 (ptakoještěři)
                       `--
Dinosauromorpha

                          `--
Dinosauriformes

                             `--
Dinosauria
 (dinosauři)
                                    |-
Ornithischia

                                     `--
Saurischia
 
                                       `--
Aves
 (ptáci)
```